# Eriopsylla viridis
Eriopsylla viridis är en insektsart som beskrevs av Walter Wilson Froggatt 1901. Eriopsylla viridis ingår i släktet Eriopsylla och familjen rundbladloppor. Inga underarter finns listade i Catalogue of Life.